# ろくろ首 (落語)

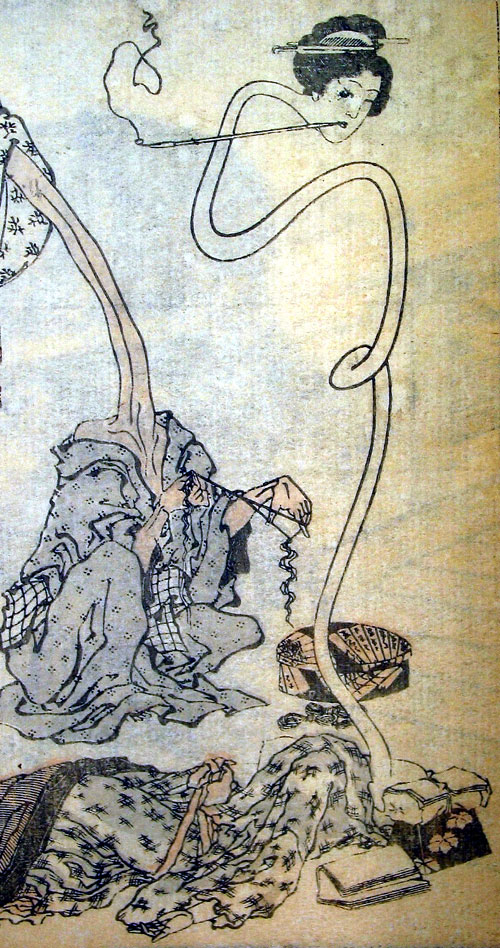
ろくろ首

ろくろ首（ろくろくび）は、古典落語の演目。1905年（明治38年）に初代三遊亭圓左が新作落語として演じたが、万延2年のネタ帳「風流昔噺」に記録があるため、東大落語会は上方からの移植と推測している。

## あらすじ
与太郎は伯父（あるいは隠居）に縁談を持ちかけられる。婿養子になるが、相手は資産家の娘で、器量も良いと言う。しかし、1つだけ欠点があると言い、深夜（丑三つ時）になると首が伸びるのだという。それはろくろ首じゃないかと与太郎は言いつつも、どうせ夜中なら寝てて見ないから縁談を受けると答える。
紆余曲折の末に縁談がまとまり、ついに初夜を迎える。しかし、与太郎は女房の首が気になって寝付けない。ついに深夜になって、ふと隣を見ると、事前の話通り首が伸びるところを目撃してしまう。思わず、与太郎は叫び声を上げて家を飛び出した。
与太郎は伯父の家に向かい、抗議する。しかし、伯父も、事前に話した通りじゃないかと窘め、とりあえず、一度、屋敷に帰るように言う。そこで与太郎は、せめて夏だけは養子を止めさせて欲しいと頼む。なぜだと聞く伯父に与太郎は答える。
「首の出入りに蚊が入って困る」（首が蚊帳を抜けるため）

## その他のバリエーション
4代目柳家小さんは、実家に帰るという男に対し、伯父（隠居）が「母親が孫の顔が見られる』と喜び、首を長くして待っているはずだ」と諭したところで「それじゃあ実家にも帰れねえ」というサゲを用いた。また、3代目桂三木助は、家に帰る気になるも相手が怒ってないかと心配する男に対し、伯父（隠居）が「怒ってないさ、きっとお前を待っているよ」と諭し、男がどのように待っているのかと訪ね返すと「首を長くして待っている」 と答えるサゲを用いた。